# Les Eyzies
Les Eyzies – gmina we Francji, w regionie Nowa Akwitania, w departamencie Dordogne. W 2013 roku liczba ludności wynosiła 1122 mieszkańców. 
Gmina została utworzona 1 stycznia 2019 roku z połączenia trzech ówczesnych gmin: Les Eyzies-de-Tayac-Sireuil, Manaurie oraz Saint-Cirq. Siedzibą gminy została miejscowość Les Eyzies. 